# 溫馨假家酒
《溫馨假家酒》（羅馬化：Team Rak Nak Lok）是Netflix原创泰国家庭剧集，由尼提瓦特·泰拉托恩操刀，的制作人Nalina Chayasombat（Poonlek）制作，可林桑拉铺·皮木颂克朗（JJ）、韦帕维·帕特娜斯里（Primmy）、加亚纳马·诺帕柴（Peter）、昆拉娜特·普瑞雅瓦（Namfon）主演，为Netflix于2022年10月11日宣布即将上架6部全新泰国电视剧、电影作品的其中之一。预计12月7日在全球同步播出。
此剧由Netflix与Jungka Bangkok联合制作，2022年10月11日在暹罗广场中心举行的“Tee Thai Tee Mun”新闻发布会上发布先导预告片并公布主要演员阵容。

## 剧情简介
命运交集，一群性格各异的人，同时被雇来扮演一家人，并在朝夕相处的过程中学会如何成为彼此家人的成长故事。

## 演员阵容
- 可林桑拉铺·皮木颂克朗（JJ） 饰演 Kek
- 韦帕维·帕特娜斯里（Primmy） 饰演 Bung
- 加亚纳马·诺帕柴（Peter） 饰演 Pon
- 昆拉娜特·普瑞雅瓦（Namfon） 饰演 Lilly
- 楚缇玛·提潘娜特（Tai）